# 母线 (电力)

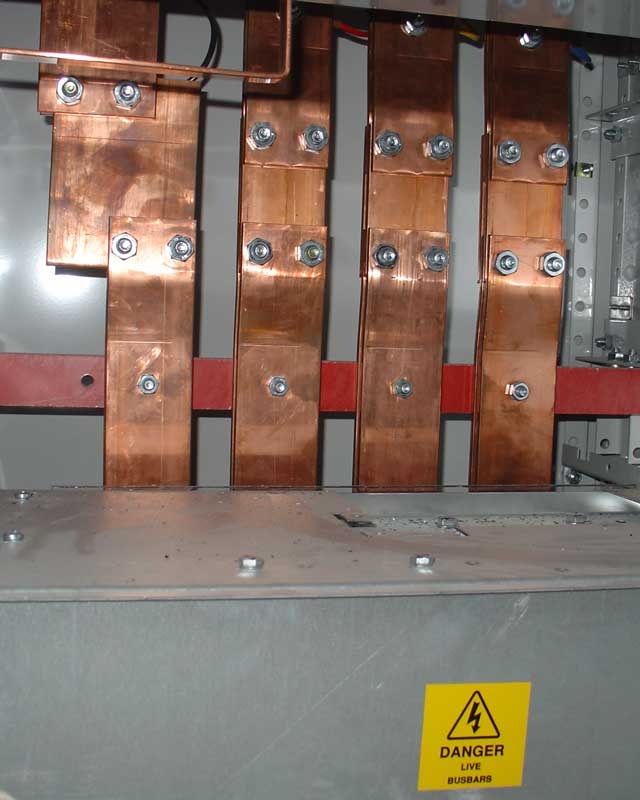
楼宇配电箱中的1500安培母线

在电力系统中，母线是指在輸配电系统中，配电盘、配电箱、变电站等使用的导电的铜线或铝线，用以連接同一電壓的線路。
母线的横截面积决定了能安全通过的电流的大小。尽管母线最小可以只有10平方毫米的横截面积，但是变电站一般会使用直径50毫米，甚至更粗的金属棒作为母线（横截面积约1963平方毫米）。铝电解厂通常会使用极大的母线以允许数万安培的电流通过电化电池以从熔融态铝盐中电解出铝。
通常母线会选择做成中空圆柱体或是薄片以允许热量迅速散发。由于集肤效应，超过8毫米厚的母片在50~60 Hz交流电下利用效率会变低。